# Kazimierz Górski
Kazimierz Klaudiusz Górski (2. března 1921 Lvov – 23. května 2006 Varšava) byl polský fotbalový trenér, který stál za slavnou érou polské reprezentace 70. let. Pod jeho vedením Poláci získali zlato na fotbalovém turnaji olympijských her v Mnichově roku 1972, stříbro na olympiádě v Montréalu roku 1976 a bronz na mistrovství světa 1974. Polský národní tým vedl v letech 1971–1976. Trénoval též Legii Varšava (1959–1962, 1981–1982), KS Lublinianka (1963–1964), Gwardii Varšava (1964–1966), ŁKS Łódź (1973), Panathinaikos Atény (1976–1977), Olympiacos Pireus (1980–1981, 1983) a Ethnikos Pireus (1983–1985). Začínal jako fotbalista, v letech 1945–1953 hrál za Legii Varšava, v roce 1948 jednou nastoupil i za národní tým. V letech 1991–1995 byl předsedou Polského fotbalového svazu, poté byl doživotně čestným předsedou. Před Národním stadionem ve Varšavě mu byla v roce 2015 odhalena bronzová socha.